# Andrzej Rosłanowski
Andrzej Rosłanowski – polsko-amerykański matematyk zajmujący się teorią mnogości, profesor na University of Nebraska w Omaha.
W 1990 obronił doktorat pt. On game ideals pod kierunkiem Jacka Cichonia na Uniwersytecie Wrocławskim.

## Problem Weizsäckera
Rosłanowski i Szelach udowodnili, iż jest niesprzeczne z ZFC, że dla każdej funkcji {\displaystyle f\colon \mathbb {R} \to \mathbb {R} } można znaleźć zbiór {\displaystyle A\subseteq \mathbb {R} ,} który nie jest miary zero i dla którego obcięcie {\displaystyle f|_{A}} jest ciągłe.
To twierdzenie rozwiązało problem zadany przez Heinricha Weizsäckera.

## Normy na możliwościach
Metoda norm na możliwościach była wprowadzona w monografii Norms on possibilities. I. Forcing with trees and creatures autorstwa Rosłanowskiego i Szelacha.
Jest to wspólne uogólnienie wielu pojęć forsingu używanych w teorii mnogości prostej rzeczywistej (zob. diagram Cichonia) – na przykład forsingów Cohena, Silvera, Lavera – ale też pojęć forsingu bardziej skomplikowanych, jak forsingu Blassa-Szelacha.
Pierwszym zastosowaniem tej metody poza teorią forsingu było rozwiązanie problemu Kunena z roku 1984:
- Znamy trzy właściwe {\displaystyle \sigma }-ideały {\displaystyle {\mathcal {I}}} prostej rzeczywistej {\displaystyle \mathbb {R} ,} które mają bazę (zbiór generatorów) borelowską, są niezmiennicze ze względu na przesunięcia i spełniają warunek przeliczalnych antyłańcuchów (tzn. algebra {\displaystyle \mathrm {Borel} (\mathbb {R} )/{\mathcal {I}}} spełnia ten warunek, zob. antyłańcuch):

1. Ideał {\displaystyle {\mathcal {M}}} wszystkich podzbiorów prostej rzeczywistej {\displaystyle \mathbb {R} } pierwszej kategorii.
2. Ideał {\displaystyle {\mathcal {N}}} wszystkich podzbiorów prostej rzeczywistej {\displaystyle \mathbb {R} } miary Lebesgue’a zero.
3. ich część wspólna {\displaystyle {\mathcal {M}}\cap {\mathcal {N}}}

Czy istnieją inne ideały mające te własności?
Rosłanowski i Szelach skonstruowali nieskończoną rodzinę takich ideałów.